# 柳江人
柳江人（りゅうこうじん）は、東アジアで発見された最古の現生人類（ホモ・サピエンス（新人））の一つである。遺骨は中華人民共和国広西チワン族自治区柳江の通天岩洞窟で発見された。
遺骨は1958年に発掘され、保存状態の良い成人の頭蓋骨、右イノミネイト（腰骨）、完全な仙骨、複数の脊椎骨、2つの大腿骨片から成る。すべての遺骨は一人の体のものと考えられている。
アメリカ国内で発表された学術的な資料が少ないため、この遺骨についてはほとんど知られていない。この遺骨が発見された層序学上背景が不明であるため、正確な年代を決定するのに齟齬があると思われている。
柳江人の遺骨は、現代の東アジアおよび東南アジアの人々（歴史的に「モンゴロイド」の特徴として知られている）と頭骨計測法の、および形態学的に類似していることが判明した。これは非常に驚くべきことであり、これらの特徴から柳江人は非常に古くから居り、初期の人類にまでさかのぼることを示唆している。
遺跡の年代は更新世後期、少なくとも68000年前、より可能性が高いのは約111 - 139BPである。さまざまな研究者によって実施されたさまざまな年代測定技術によって得られた高い変動率は、最も広く受け入れられている年代の範囲を最小値として68000BPとしているが、159000BPという古い年代を除外していない。50000年前より前の年代は、沿岸移動の「最近起きた人類の分散」という説（「アフリカ単一起源説」）より前と思われるため、驚くべきことである。この遺骨は、10万年前以前にアフリカから出た初期の人類分散が、「最近起きた人類の分散」の波が到来する前に絶滅した（あるいは「アフリカに引き戻された」）可能性があるという文脈で考察されている。

## 形態学

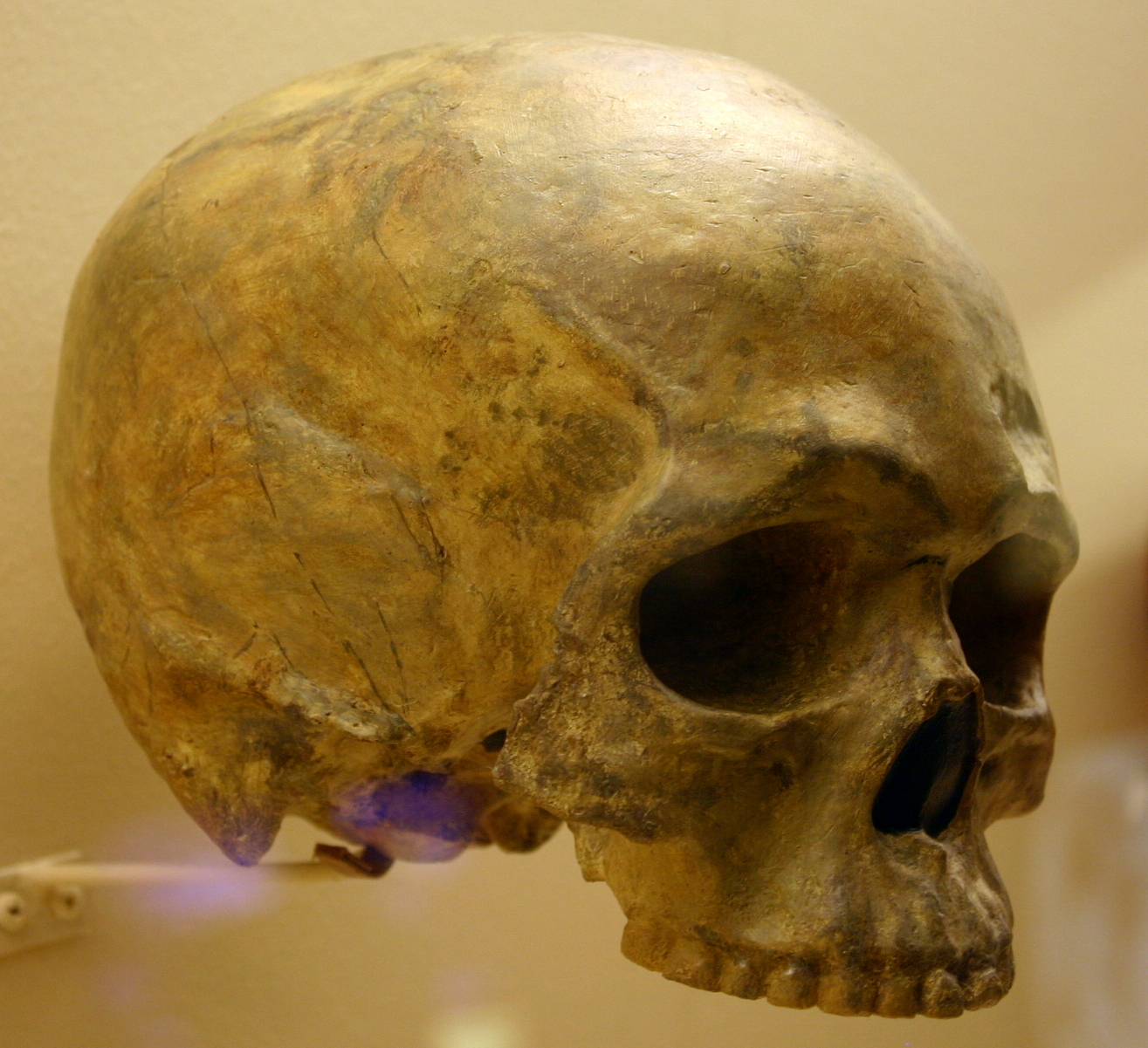
アメリカの国立自然史博物館にある柳江人の頭骨

### 性的二形の地域集団変異説
ほとんどの学者はこの遺骨の頭蓋骨を男性と解釈しているが、骨の性別については意見の一致を見るのが難しい。学者のカレン・ローゼンバーグは、この難しさは、現代の個体群と一致する性的二形の程度に地域差があることを示していると主張している。現代の個体群と一致する形態の変異の程度は、化石が以前考えられていたほど古いものではない可能性を示唆している。

### 頭蓋骨（1567cc）
柳江人遺骨の頭蓋は、中国で発見された中で最も完全なもののひとつである。頭蓋は石のマトリックスで満たされていた。脳を満たしているマトリックスをコンピューター断層撮影法（CT）でスキャンし、脳の3D画像を再構成した。脳の形は、丸みを帯びた形、広い前頭葉、脳の高さの拡大など、現代の東アジア人と多くの共通点がある。柳江人遺骨と現代の中国人グループとの大きな違いのひとつは、柳江人遺骨に見られる後頭葉の広がりである。柳江人遺骨と現生人類との共通の特徴は、頭蓋骨の容量（1567cc）と共に、この遺骨を現生人類の範囲内に位置づけている。